# 초롱이끼과
초롱이끼과(Mniaceae)는 참이끼목에 속하는 이끼과의 하나이다.

## 초롱이끼
초롱이끼는 전세계에 걸쳐 널리 분포되어 있으며, 한국 전역에서 흔히 볼 수 있는 선류이다. 일반적으로 햇빛이 잘 드는 곳에서 자라는데, 특히 불탄 곳을 좋아하는 성질이 있다. 배우체는 줄기와 잎이 분화되어 있으며, 줄기는 높이 0.5-1cm 로서 곧게 서고 거기에 달걀 모양의 잎이 방사상으로 난다. 줄기의 밑부분에는 다세포로 분지된 많은 헛뿌리가 붙어 있고, 줄기의 중심에는 원형질이 없는 길쭉한 세포로 이루어진 통도 조직(중심속)이 존재한다. 한편, 잎의 중앙에는 마치 잎맥과 같은 1개의 줄기(중륵)가 있는데, 중륵 이외의 잎 부분은 모두 1층의 세포로 이루어져 있다. 암수한그루로서 장란기와 장정기는 서로 다른 가지의 끝부분에 만들어지며, 수정은 가을에서 겨울에 걸쳐 이루어진다. 접합자는 장란기 속에서 분열하여 배를 형성하는데, 이 때 장란기 세포도 함께 분열하여 배를 보호하는 '칼립트라'라는 조직을 만들게 된다. 이것은 봄이 되어 포자체가 자라게 되면 윗부분과 아랫부분으로 갈라지는데, 그 윗부분은 꼬투리를 싼 채 들어올려져 모자(선모)가 된다. 이 선모는 배우체의 일부로서 핵상이 n인 세대에 속한다. 선모는 어린 꼬투리를 기계적으로 보호할 뿐만 아니라, 호르몬을 내어 꼬투리의 형성을 조절하고 있다.
꼬투리자루는 3-6cm 정도이며 위쪽이 굽어 있다. 꼬투리는 비대칭인 서양배 모양으로 경사져 있는 형태를 이룬다. 꼬투리 밑부분(목부)에는 동화 조직이 잘 발달되어 있고, 그 표피에는 기공이 있다. 또, 꼬투리의 중앙에는 유세포로 이루어진 축(기둥축)이 있고 꼬투리의 앞 끝부분에는 접시 모양의 뚜껑(선개)이 있으며, 그 밑에는 안팎에 16개씩 이중으로 배열된 연치(緣齒)가 있다. 봄에서 여름에 걸쳐 포자가 성숙하면 뚜껑이 벗어지면서 연치의 건습 운동에 의해서 포자가 튀어나간다.
포자체는 포자가 흩어진 후에도 잠시 살아 있다가 여름에서 가을을 거치는 동안 배우체와 함께 말라죽는다. 한편, 포자는 환경이 적당한 곳에 떨어지면 곧 싹이 터서 갈라져 나온 7실 모양의 원사체가 되는데, 이것이 배우체로 성장하게 된다.

## 하위 속
- 북초롱이끼속 (Cinclidium)
- Cyrtomnium
- Leucolepis
- Mnium
- Orthomnion
- Plagiomnium
- Pseudobryum
- Rhizomnium
- Trachycystisa

## 한국에서 자생하는 종
- 꼬마초롱이끼 (Mnium heterophyllum) (Hook.) Schwagr.
- 납작맥초롱이끼 (Mnium lycopodioides) Schwagr.
- 별꼴초롱이끼 (Mnium stellare) Reichard ex Hedw.
- 아기들덩굴초롱이끼 (Plagiomnium acutum) (Lindb.) T. J. Kop.
- 들덩굴초롱이끼 (Plagiomnium cuspidatum) (Hedw.) T. J. Kop.
- 덩굴초롱이끼 (Plagiomnium maximoviczii) (Lindb.) T. J. Kop.
- 큰잎덩굴초롱이끼 (Plagiomnium vesicatum) (Besch.) T. J. Kop.
- 줄미선초롱이끼 (Rhizomnium striatulum) (Mitt.) T. J. Kop.
- 좁은초롱이끼 (Rhizomnium tuomikoskii) T. J. Kop.
- 털아기초롱이끼 (Trachycystis flagellaris) (Sull. & Lesq.) Lindb.
- 아기초롱이끼 (Trachycystis microphylla) (Dozy & Molk.) Lindb